# Шленза
Шленза (пол. Ślęza, нім. Lohe, Große Lohe)  — річка в Польщі, у Зомбковицькому, Дзержоньовському, Стшелінському й Вроцлавському повітах Нижньосілезького воєводства. Ліва притока Одри (басейн Балтійського моря).

## Опис
Довжина річки 78,6 км, висота витоку над рівнем моря — 340  м, висота гирла над рівнем моря — 110  м, найкоротша відстань між витоком і гирлом — 59,00  км, коефіцієнт звивистості річки — 1,34 . Площа басейну водозбору 971,7  км².

## Розташування
Бере початок у горах Добженецьких на схилах вершини Черньовей Копи між селами Боболице (ґміна Зомбковице-Шльонське) та Балдвіповице (ґміна Цепловоди). Тече переважно на північний захід через Карчовице, Немчу, Вількув Великий, Пожажище, Йорданув-Шльонський, Борув, Богушице, Постежице, Коморовице, Шлензу. У північно-західній частині міста Вроцлава річка Шленза впадає у річку Одру.
Притоки: Шклярка, Кживуля, Олешна, Касина (ліві); Мала Шленза, Журавка (праві).

## Галерея

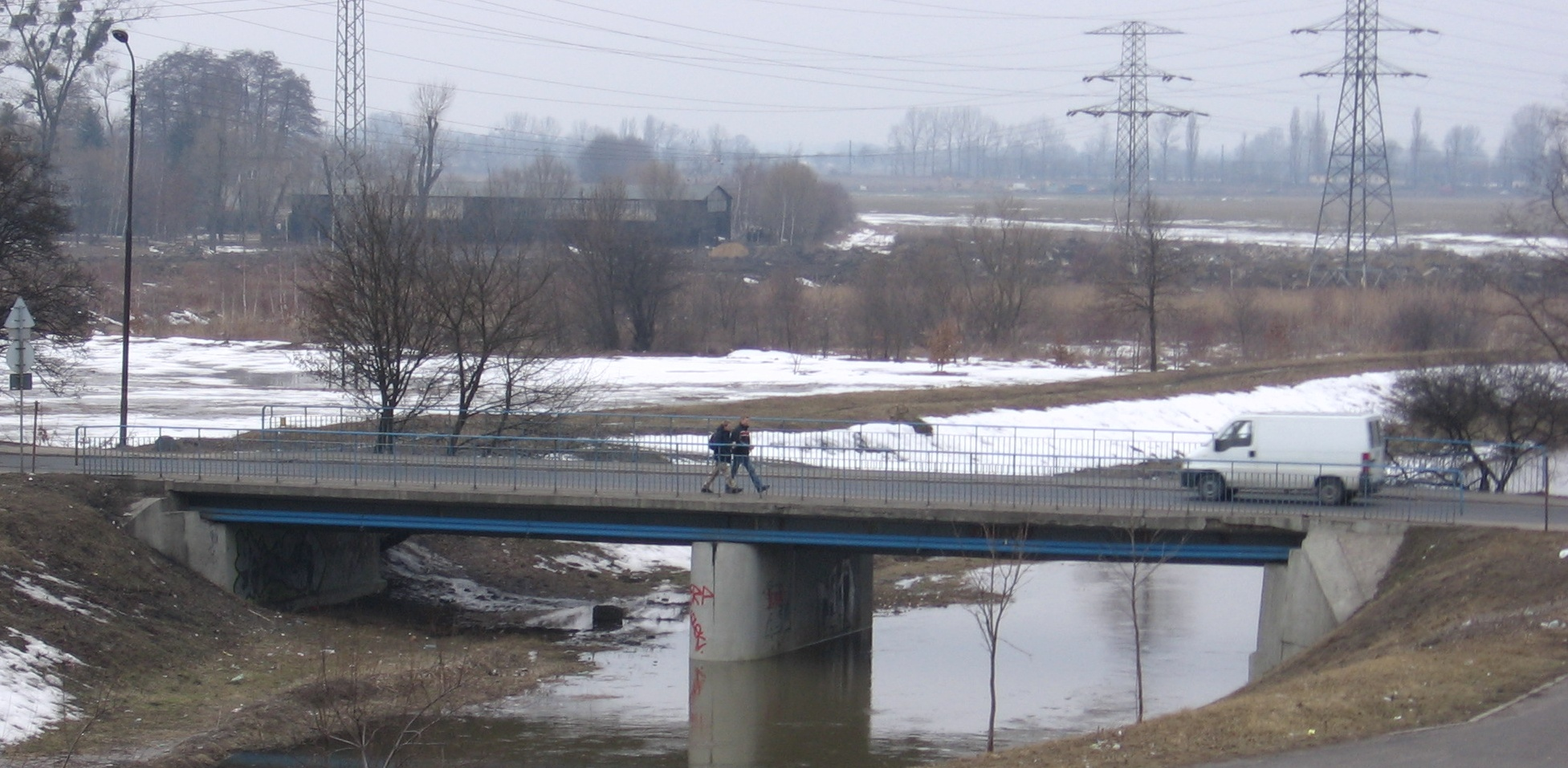
Шленза під мостом у Вроцлаві
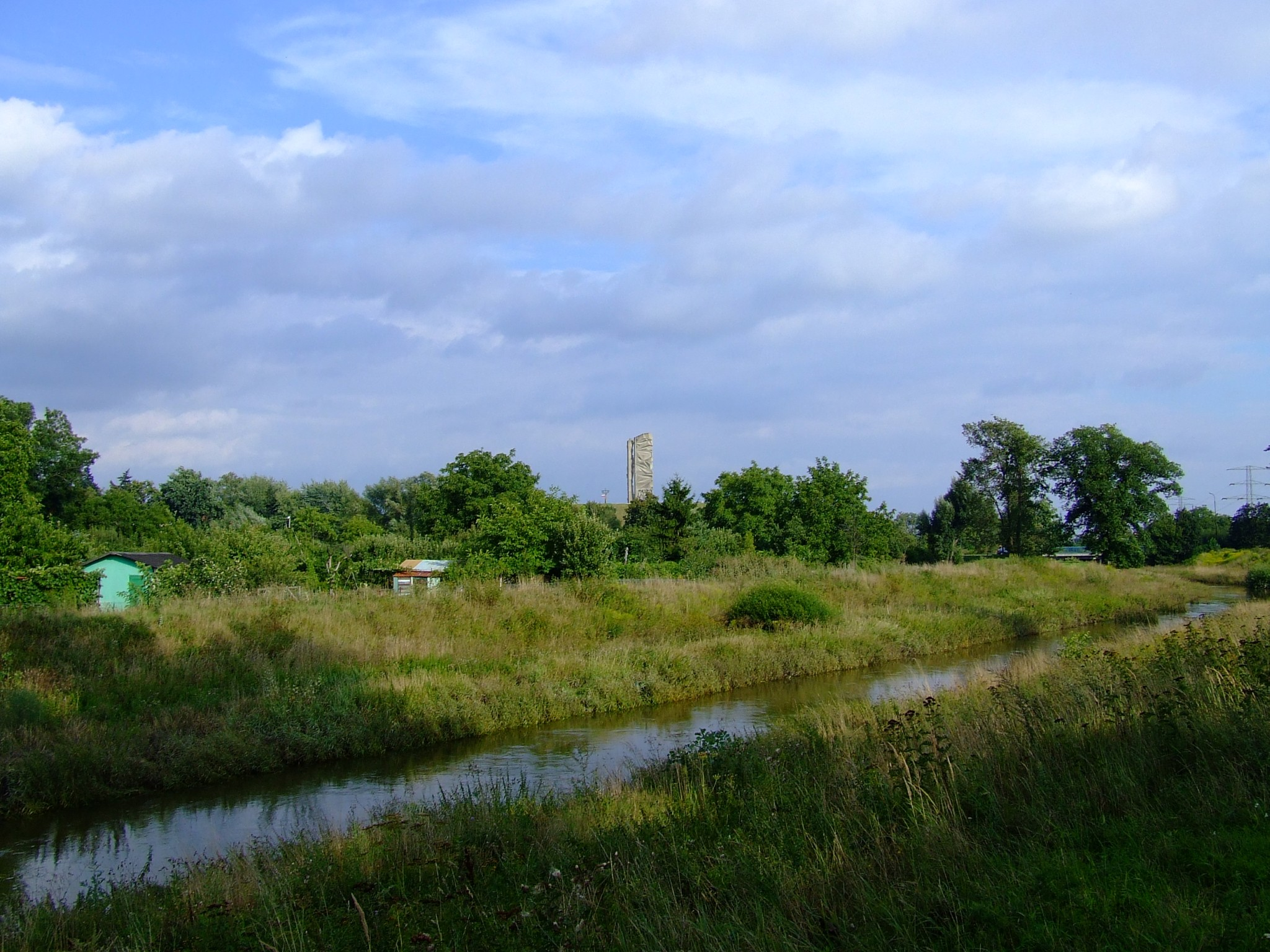
Річка Шленза. На задньому плані — пам'ятник на кладовищі польських солдатів
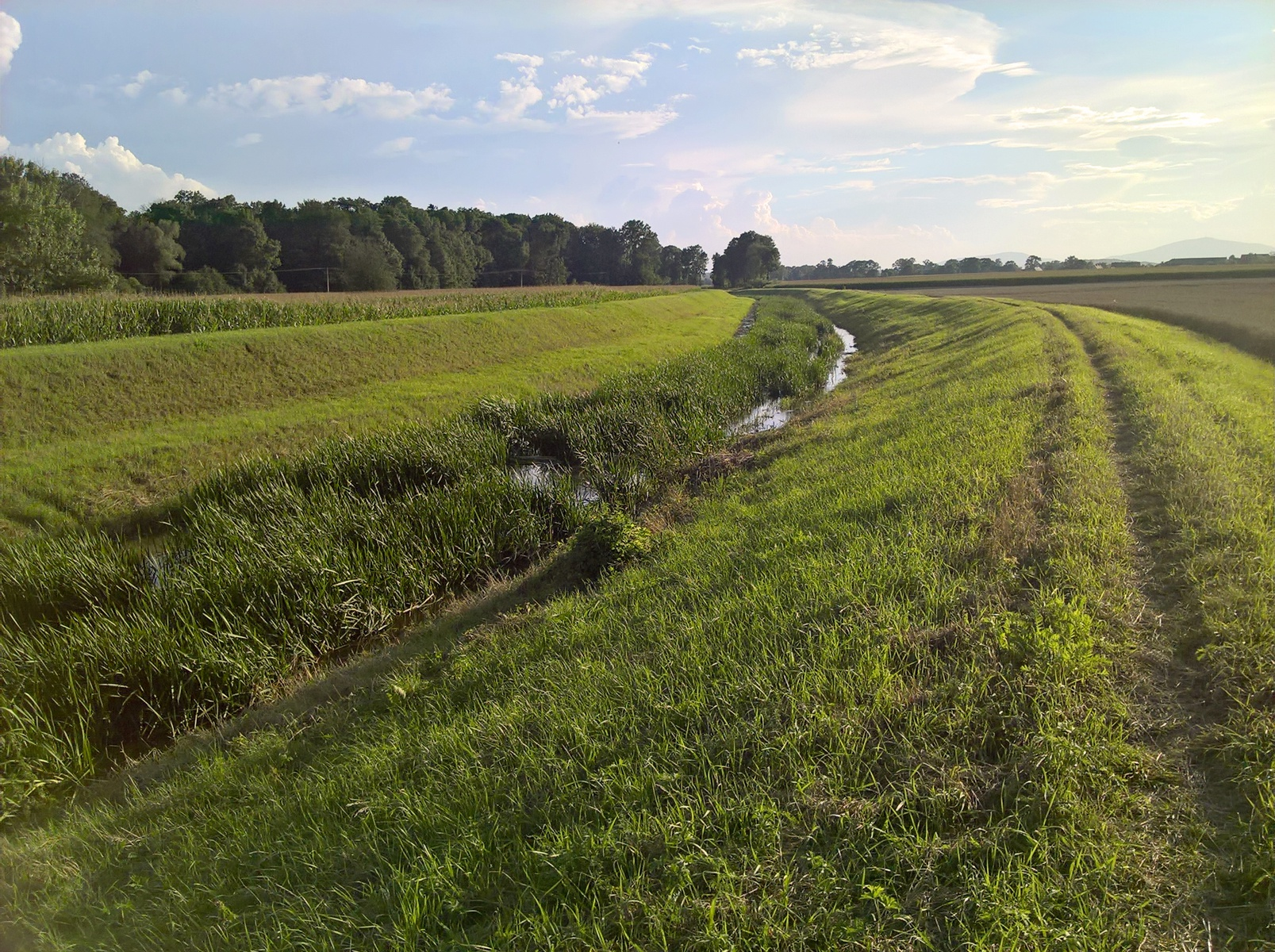
Річка Шленза в Боруві